# ロイ・フォッカー
- マクロスシリーズ > 超時空要塞マクロス > 超時空要塞マクロスの登場人物一覧 > ロイ・フォッカー
  - マクロス ゼロ > ロイ・フォッカー

ロイ・フォッカー (Roy Focker) は、1982年から1983年にかけて放映されたテレビアニメ『超時空要塞マクロス』とその関連作品および、2002年から2004年にかけて発売されたOVA『マクロス ゼロ』に登場する架空の人物。声の出演は神谷明。

## 概要
作品世界における西暦2009年より物語が始まる『超時空要塞マクロス』においては主人公のパイロット、一条輝に「先輩」と慕われる存在であり、輝が所属することになるバルキリー・スカル大隊の隊長を務める歴戦のエース・パイロット。酒と女を愛する豪快な面と、その裏に隠された繊細な面を併せ持つキャラクターとして描かれている。設定や物語を再構成した劇場版『超時空要塞マクロス 愛・おぼえていますか』では、輝が所属するスカル小隊の隊長を務める。
『超時空要塞マクロス』の世界設定を継承する「マクロスシリーズ」の作品で、西暦2008年を舞台とする前日譚『マクロス ゼロ』では、主人公の工藤シンが所属することになるスカル小隊の隊長として登場する。
キャラクター・搭乗機ともに、『超時空要塞マクロス』放映から年月を経てシリーズ化されて以降も、人気投票ではしばしば上位にランクインしている（後述）。

## 設定・経歴

### 『超時空要塞マクロス』

#### テレビ版
地球統合軍の空母プロメテウス所属、スカル大隊を率いる大隊長。可変戦闘機、VF-1 バルキリーで編成されるSDF-1 マクロス護衛航空部隊の中心的存在である。北米地区出身で、年齢は29歳。階級は少佐。搭乗機は白地に黒と黄色のラインが入ったVF-1S（通称ロイ・フォッカー・スペシャル）。
アメリカの戦闘機乗りらしい豪放磊落な性格で、操縦も機体を激しく振り回し、攻撃を紙一重でかわす野性的なスタイルが特徴。リーダーとしての統率力に優れ、プライベートでも面倒見のいい兄貴分として部下に慕われる。酒豪でもあり、しらふでも酔っていても男女論になぞらえて説教するのが癖である。恋人はマクロスの主任火器管制オペレーターを務めるクローディア・ラサール。
2007年まで続いた統合戦争では戦闘機F-203 ドラゴンIIを駆り180機を撃墜したというトップエースであるが、それ以前は一条輝の父親が率いる飛行曲技団（エア・サーカス）に参加し、花形パイロットとして活躍していた。特技はスタント機の後席に女性を乗せ、急降下中に強引に口説くことであったという。輝のことは実の弟のように可愛がり、操縦法や恋愛論を伝授した。輝には「先輩」と呼ばれて慕われている。
2009年2月、南アタリア島で開催されるマクロス進宙式典に輝を招待し、同日のゼントラーディ軍との開戦（第一次星間大戦）後は統合軍への入隊を勧める。フォールド事故後、冥王星付近から地球への帰還を目指すマクロスを守るべく奮戦する。地球帰還後の2009年11月、太平洋上でのゼントラーディ軍女性空挺部隊との交戦中、部下のマクシミリアン・ジーナス（マックス）の援護に向かう際、不意の攻撃を受け致命傷を負う。マクロスに自力で帰投するが、クローディアの部屋で、出撃前に食べると約束していた彼女の新作手料理「パインサラダ」を待ちながら力尽き、病院で息を引き取る。死後、愛機VF-1Sと「スカルリーダー」の名は輝に受け継がれる。
スタント時代は大空を愛するがゆえに戦闘機での殺し合いには否定的であったが、戦場で命のやり取りを潜り抜けると、その緊張感に魅了され、終戦後も軍を離れられなくなった。以前からフォッカーの綱渡り的なテクニックにある種の「殺気」を感じていた一条輝の父親は、軍隊という場があまりにもフォッカーに合いすぎていると察し入隊に反対したが、終戦後スタントチームに復帰するという条件付きで送り出していた。
クローディアとは統合戦争中の中尉時代、配属先の地方基地で知り合った。当時新兵だったクローディアとは、まだ数多いガールフレンドのひとりという関係であった。統合戦争終結後、腕を見込まれ開発中の試作機VF-X1のテストパイロットとなり、大尉として南アタリア島へ赴任した際にクローディアと再会する。心根には不安にさいなまれる繊細さを秘め、孤独を見せないよう虚勢を張っていた面もあり、その弱さをクローディアだけには素直に打ち明け、やがて深く理解しあうパートナーとなる。

#### 劇場版
劇場版『超時空要塞マクロス 愛・おぼえていますか』ではマクロス航空部隊に所属するスカル小隊の隊長。階級は少佐。部下として一条輝、マクシミリアン・ジーナス、柿崎速雄を率いる。本作においてもクローディアを恋人としている。パイロットスーツはテレビ版の灰色・黒・青を基調としたものから、白を基調としたスーツと黄色の塗装が入ったヘルメットになっている。
輝とは旧知の仲であり、早瀬未沙にその天涯孤独の境遇を伝える。訓練機を無断使用してゼントラーディ軍の襲撃を受けた輝を救うべく出撃するが、ともに捕虜とされる。艦内からの脱出時、カムジン03350の急襲を受け、輝たちを逃がすために相討ちとなり戦死する。

### 『マクロス ゼロ』
マクロス進宙式の前年にあたる統合戦争末期の2008年7月、反統合同盟との局地戦が続くなか、統合軍スカル小隊の隊長（少佐）として試作可変戦闘機VF-0 フェニックスの実用試験部隊に参加。空母アスカに乗艦し、マヤン島沖に眠る古代異星文明の遺物「AFOS（エイフォス）」の争奪戦へ派遣される。搭乗機はVF-0S。年齢は「26歳」とされている。
工藤シンら年若い部下を率い、反統合同盟のSV-51と交戦する。そのなかでテストパイロット時代の教官D.D.イワノフとの師弟対決を行なうことになる。
大学時代は先史文明や考古学に関心を抱く真面目な学生であった。大空を愛していたが、戦争は嫌っていた。互いに好意を持っていたゼミの1年先輩（フォッカーは一浪しているので同い年）のアリエス・ターナーがイギリスに留学する際、思いを告げられず辛い別れを味わう。その痛手から逆に吹っ切れ、酒と女を愛する豪快な性格に変貌した。その後、進路を変更して飛行機パイロットの道を歩みはじめ、統合戦争中、爆撃で旧友が亡くなったことから弔いの意味もこめ統合軍に入隊した。マヤン島派遣時、文化人類学者となりAFOSの調査のために部隊と同行するアリエスと再会し、つかのま心を通わせるが、戦闘で負傷した彼女の最期を看取ることになる。
このマヤン沖での戦闘は戦後半世紀のあいだ、非公式のものとして秘匿される（マヤン島事変）。

### 他作品
のちにその功績を讃え「ロイ・フォッカー勲章」が制定され、統合軍の優秀なパイロットに授与されることになる。2040年を舞台とする『マクロスプラス』の主人公イサム・ダイソンは3度の受章歴をもつが、軍規違反によりすべて剥奪されている。

## 搭乗機
超時空要塞マクロス
- フォッカー D.VII （スタントパイロット時代のターボプロップエンジン換装レプリカ機）
- F-203 ドラゴンII（統合戦争中）
- VF-X1（テストパイロット）
- VF-1S バルキリー（通称ロイ・フォッカー・スペシャル。識別番号001）

超時空要塞マクロス 愛・おぼえていますか
- VF-1S ストライクバルキリー（識別番号001）

マクロス ゼロ
- VF-0S フェニックス（2機使用、うち1機被撃墜。識別番号301）

## 関連作品・書籍
超時空要塞マクロス ロイ・フォッカー英雄伝
『プラモ天才エスパー太郎』の作者、斉藤栄一が描いた、フォッカーを主人公とする外伝漫画。1984年の『月刊コロコロコミック 夏休み特別増刊号』に掲載。単行本化はされていない。
ヴァリアブルファイター・マスターファイル VF-1S ロイ・フォッカー・スペシャル 英雄の光跡
SBクリエイティブより2020年9月2日発売、ISBN 978-4-8156-0529-2。作品世界内で出版された専門書籍という設定のもとに執筆された「ヴァリアブルファイター・マスターファイル」シリーズの一冊で、VF-1Sとロイ・フォッカーに焦点を当てる。同シリーズの内容はいずれも「公式設定」ではないとされている。

## 制作・備考

### 制作
『超時空要塞マクロス』の原型となる企画作成中の1981年10月には、アクロバットパイロット出身の主人公が戦争に巻き込まれて軍に入るという設定になり、主人公を軍に誘う役割として「アメリカ人的、空軍パイロットのイメージ」をもった兄貴分が設定された。放映版でフォッカーが戦死するのは第18話だが、放映前の全39話予定だった時点では、第14話でカムジンと相討ちになって戦死することになっていた。

### 最期の描写
テレビ放送当時、あまりにもあっけない死にざまに驚き、制作者に抗議したファンもいた。地球帰還後に戦死するという設定は当初から決まっていたが、「カムジンと相討ちになる」予定がシナリオ変更などの影響でこのような唐突な形となった。劇場版では本来の形に戻され、後輩を救いカムジンと刺し違えるという最期になった。
2000年代以降、インターネット上を中心にキャラクターの死亡描写に関して「死亡フラグ」という概念が広まった。『超時空要塞マクロス』第18話においてフォッカーが死亡する前に食べると約束する「パインサラダ」は、シリーズにおける「死亡フラグ」扱いされているといわれる。
2008年に放映されたテレビアニメ『マクロスF』では「原点回帰」というコンセプトのもと、主人公が所属するS.M.Sスカル小隊の隊長を務める「オズマ・リー」がフォッカーに相当するポジションのキャラクターとされている。同作品の第17話「グッバイ・シスター」はフォッカーの死を描いた回をモチーフとしており、「パインケーキ」が登場してオズマが戦闘で瀕死の傷を負いながらも、結局は生還するというエピソードとなっている。

### 英語吹き替え版
英語吹き替え版の『超時空要塞マクロス』や『マクロス ゼロ』では、輝やフォッカー本人が呼ぶ「先輩」という台詞はそのまま “senpai” と訳されている。

## 反響

### 人気投票
1983年に発売された秋田書店のムック『マクロスグラフィティ』で発表された人気投票では、「ミスター★マクロス」（男性キャラクター部門）で第4位となった。
徳間書店のアニメ雑誌『アニメージュ』が主催する「アニメグランプリ」では、1984年に発表された第6回の男性キャラクター部門で第20位、劇場版公開後の1985年に発表された第7回の男性キャラクター部門で第15位にランクインした。
後年のシリーズ確立後に実施された人気投票では、輝やマックスといった『超時空要塞マクロス』放映当時に票を集めたキャラクターよりも上位にランクインしており、2010年に発売された雑誌『マクロスエース Vol.006』に掲載された「第1回！ MACROSS RANKING」では、読者アンケートより集計した結果として男性キャラクター部門で第1位（得票率23.3%）、次号の『Vol.007』でも引き続き第1位（得票率25.7%）であった。2019年にNHK BSプレミアムで放送された『発表！全マクロス大投票』ではキャラクター部門で総合第5位（作品別では『超時空要塞マクロス』のフォッカーが第9位、『愛・おぼえていますか』のフォッカーが第12位）となった。アイティメディアが運営するウェブサイト「ねとらぼ調査隊」で2021年以降に実施されている「初代マクロスの統合軍で好きなキャラクターは？」というアンケートでも、フォッカーが続けて第1位となっている。また、同サイトが2021年に実施したアンケート「神谷明さんが演じたTVアニメキャラクターで一番好きなのは誰？」では、フォッカーが第8位にランクインした。
フォッカーが搭乗し、死後は輝に受け継がれるVF-1S バルキリー、通称「ロイ・フォッカー・スペシャル」も人気投票では高順位を獲得しており、『マクロスグラフィティ』発表の「バルキリー・ベスト・ファイブ」ではVF-1Aマックス機に次ぐ第2位であった。また同書の調べによると、当時『超時空要塞マクロス』関連商品を展開していたメーカーのうち、今井科学（イマイ）では「1/72バルキリーVF-1S可変タイプ」が第1位、タカトクトイスでは「1/55バトロイド・バルキリーVF-1S」が第2位であった。
シリーズ化以降の人気投票でも、2019年の『全マクロス大投票』ではメカ部門でテレビ版のVF-1Sが第2位、劇場版のVF-1Sが第5位。「ねとらぼ調査隊」で2021年より実施されている「マクロス初代劇場版の艦艇・可変戦闘機で好きなのはどれ？」というアンケートでは、フォッカーが搭乗するVF-1Sが第1位という結果が続いている
。

### コラボレーション
2019年12月下旬から限定掲示された航空自衛隊の啓発ポスターには、『超時空要塞マクロス』とのコラボレーションとして自衛隊の現用機と編隊飛行をするVF-1Sフォッカー機が描かれた。
2023年には『超時空要塞マクロス』放映40周年記念としてバンダイ ファッションブランド事業部よりSEIKOとのコラボレーションで、フォッカーのVF-1Sをイメージしたデザインの腕時計「超時空要塞マクロス×SEIKO マクロス40周年記念ウォッチ」の発売が発表され、同年10月6日に予約受け付けが開始された。

## 『ロボテック』版
ハーモニーゴールド USA社（Harmony Gold USA）が翻案権と商標権を取得し、同一世界の異なる時代と世代を描いた、連続するひとつの大河ストーリーとして翻案、再編集された作品である『ロボテック（ROBOTECH） 』では、声の出演はダン・ウォーレン（Dan Woren, Dan Warren, Dan Worren）。
アメリカ海軍の戦闘機乗りをイメージしたキャラクターだけに、日本国外（とくに北米）のアニメファンにも人気が高い。『ロボテック』のサイドストーリー的なコミックでは、エターニティ社の Robotech : Return to Macross やDCコミックス社の子会社、ワイルドストーム社の Robotech: From The Stars など、フォッカーを主人公にした作品もある。